# My Last Day
My Last Day è un cortometraggio d'animazione prodotto dallo Studio 4°C per il progetto The JESUS Film . Originalmente doppiato in inglese, il filmato è disponibile sottotitolato e doppiato in più lingue (tra cui l'italiano) sul canale YouTube ufficiale.
L'anime narra le ultime vicende di Gesù, quindi sulla Passione di Gesù, dalla flagellazione alla salita al Golgota, la crocifissione e la sua morte.
Il punto di vista è quello del "buon ladrone" che, partecipe delle vicende del Messia, si ricongiunge con lui in cielo dopo la morte.